# آوینسینو کورنر (کالیفرنیا)
آوینسینو کورنر (به انگلیسی: Avinsino Corner) یک منطقهٔ مسکونی در ایالات متحده آمریکا است که در شهرستان ال دورادو، کالیفرنیا واقع شده‌است. آوینسینو کورنر ۷۵۷ متر بالاتر از سطح دریا قرار دارد.